# 大衛·A·約翰斯頓
大衛·亞歷山大·約翰斯頓（英語：David Alexander Johnston，1949年12月18日—1980年5月18日）是美國地質調查局的火山學家。 他是圣海伦火山观察队的主要科学家。约翰斯顿在1980年5月18日，在距离火山爆发6英里（约10公里）的冷水山脊2号（Coldwater 2）观察点进行执勤观测时，因圣海伦火山爆发遇难。他是第一个报道这次火山爆发的人。在被火山喷发的熔岩吞没之前，约翰斯顿用无线电发出了他著名的話，也是對火山爆發的最早報告：「溫哥華！溫哥華！就是这个！（意指火山爆发）」("Vancouver! Vancouver! This is it!")。

## 生平
大卫·約翰斯頓在1949年12月18日出生於美國伊利諾伊州的芝加哥大学医院。他父亲是汤姆斯 约翰斯顿，当地公司的一名工程师；母亲是爱丽丝·约翰斯顿，在报社当主编。
高中毕业后，大卫·约翰斯顿在伊利諾伊大學厄巴納-香檳分校求学，他本来想成为一名记者，可是由于文学课成绩不理想而放弃了这个打算。在上地理课的时候，约翰斯顿对这门学科产生了兴趣而将自己的主攻科目改为地质学。之后，他分别在1976年和1978年在西雅圖華盛頓大學拿到硕士和哲學博士學位，其後加入美國地質調查局工作。
1980年5月18日聖海倫火山爆發，约翰斯顿当时给同僚哈利·格里肯代班，在火山附近观测，他的观测点位于距火山約10公里的冷水山脊（Coldwater Ridge）。在觀測點被熱火山灰雲席捲之前的一刻，他用无线电向同事发出：「溫哥華！溫哥華！就是这个！（意指火山爆发）」的报告。这句话之后数秒，电台失去联络。约翰斯顿得年30歲，遺體至今未能尋獲。